# 富都中环车站
富都中环车站（英語：Puduraya station）位于马来西亚吉隆坡的半山芭，是吉隆坡主要的长途巴士总站之一，于1976年启用。該车站曾是馬來西亞最大的長途巴士總站，在2011年1月提供通往南馬地區客運服務的南湖鎮終站（TBS）啟用後，這裡就不再提供前往馬來半島南部的路線，目前主要提供前往吉隆坡以北、泰國長途巴士服務，包括北海、檳城、怡保、双溪大年、亞罗士打和玻璃市等地。车站目前由城市發展局控股公司（Uda Holdings）经营。

## 歷史

### 車站建設前
早期馬來半島的城際往來的交通主要依靠鐵路，在吉隆坡剛開埠時，半山芭屬於吉隆坡的邊緣地帶，而古路律（今称富都路）的所在地則為一座稱為“蓮藕塘”的池塘，為當時市民主要的休閒遊憩處。蓮藕塘後來被回填，確切的時間已不可靠，填平後的空地改建為華人體育會，在20世紀的50和60年代培育了許多的足球明星。到了60年代，由於公路交通的路線日趨完善，加上巴士的票價較鐵路來得便宜，使得火車的載客量逐漸被巴士取代。馬來西亞便決定停止苏丹街火车站（Jalan Sultan）通往安邦（Ampang）和新街場（Sungei Besi）的鐵路服務（後來相關地段在90年代被政府作為修建輕快鐵安邦線的基礎），並在原本蘇丹街火車站附近的華人體育會旁的空地建設富都車站（Puduraya）。

### 富都車站期間
富都車站（Puduraya）在1976年開幕後，提供通往馬來半島各地的長途巴士服務，所提供連接的服務範圍擴大至全國範圍，也是許多旅客對吉隆坡的第一個踏足點。隨著長途巴士路線的增加，帶來的人潮也越來越多，導致車站在90年代就呈現過於飽和的狀態，車站內悶熱擁擠和骯髒的環境、到處向遊客販售車票的黃牛黨，以及治安不好，常發生行李失竊事件。許多的行乞者和癮君子在車站周邊的行人天橋和候車處乞討，使得市民普遍對富都車站普遍有不好的印象。吉隆坡的道路多屬於狹窄的雙線道，大量的巴士進出位在市中心的富都車站，為周邊的交通帶來極大的負擔，加上許多市民為了省下停車費而習慣在車站周邊停車等人，使得狹窄的富都路成為交通瓶頸，成為吉隆坡市中心的主要交通黑區。

### 整修期間
2010年初，馬來西亞政府宣布富都車站將在同年的3月19日關閉，分成兩階段進行整修工程，該工程耗資5200萬令吉。在車站進行工程的期間，北上的長途巴士遷至大使路總站（Hentian Duta），南下的長途巴士服務則遷至武吉加里爾站和漢都亞站的臨時車站，在2011年則正式遷至南湖鎮終站（TBS）。原本預計只需進行4個月的整修工程，因工程不斷地落後而延至一年，使得富都車站才2011年4月16日才得以重新啟用。重新開幕的富都車站由城市發展局控股公司（Uda Holdings）所管理，只提供前往吉隆坡以北的長途巴士服務。2011年8月27日，富都車站易名為富都中環車站（Pudu Sentral）。在2015年11月，前往吉隆坡以北的長途客運也同樣遷至南湖鎮終站，目前僅有少數前往芙蓉、丹絨馬林、雲頂高原、吉隆坡國際機場、新加坡及泰國的長途客運仍在此服務。車站目前由城市發展局控股公司（Uda Holdings）经营。

## 城市轉型中心
為了提高政府部門的效率和方便市民，馬來西亞政府在2012年9月，將富都中環車站的部分轉型成吉隆坡城市轉型中心（Urban Transformation Centre，下稱UTC），把政府的各主要功能在UTC內都設立辦事處，包括國民登記局、移民廳、郵政局、銀行等，多達31個政府部門和私人機構在此設立辦事處，多數部門或機構的開放時間為早上8時30分至晚上10時，全年無休，為公眾提供便利。除了處理各項公務外，UTC也設有政府旗下的書店、商店、診療所等，供民眾選購價格廉宜的商品外，4樓也設有健身、攀岩及室內足球場等設備。

## 車站亂象
因為富都中環車站擁有良好地理位置和方便的公共交通，每日進出的人流量極高，當初為了纾缓市中心的車流量，所以決定將長途巴士終站分散在吉隆坡的郊區，雖然將南馬和東海岸的長途巴士服務移到他處對此區的交通有一定程度的舒緩，但是交通阻塞的問題仍是沒有完全被解除。富都中環車站旁是擱置多年的人民廣場工地，該計劃原本預計要取代富都車站成為新的交通樞紐，但是受到1997年的亞洲金融危機影響下，使得該工程無限被擱置，破爛的閒置工地除了對市容造成一定的影響外，也對周圍的治安和環境衛生造成不小的影響。通往輕快鐵人民广场站必須行徑位在閒置工地的臨時通道，該臨時通道的破爛環境及設備的不足仍令人詬病。雖然富都中環車站的內部環境及衛生已有大幅度的提升，但是車站外部的髒亂環境和黃牛黨亂象，吉隆坡市政局仍是無法很好地處理，造成對觀光客有不好的印象。

## 圖片集

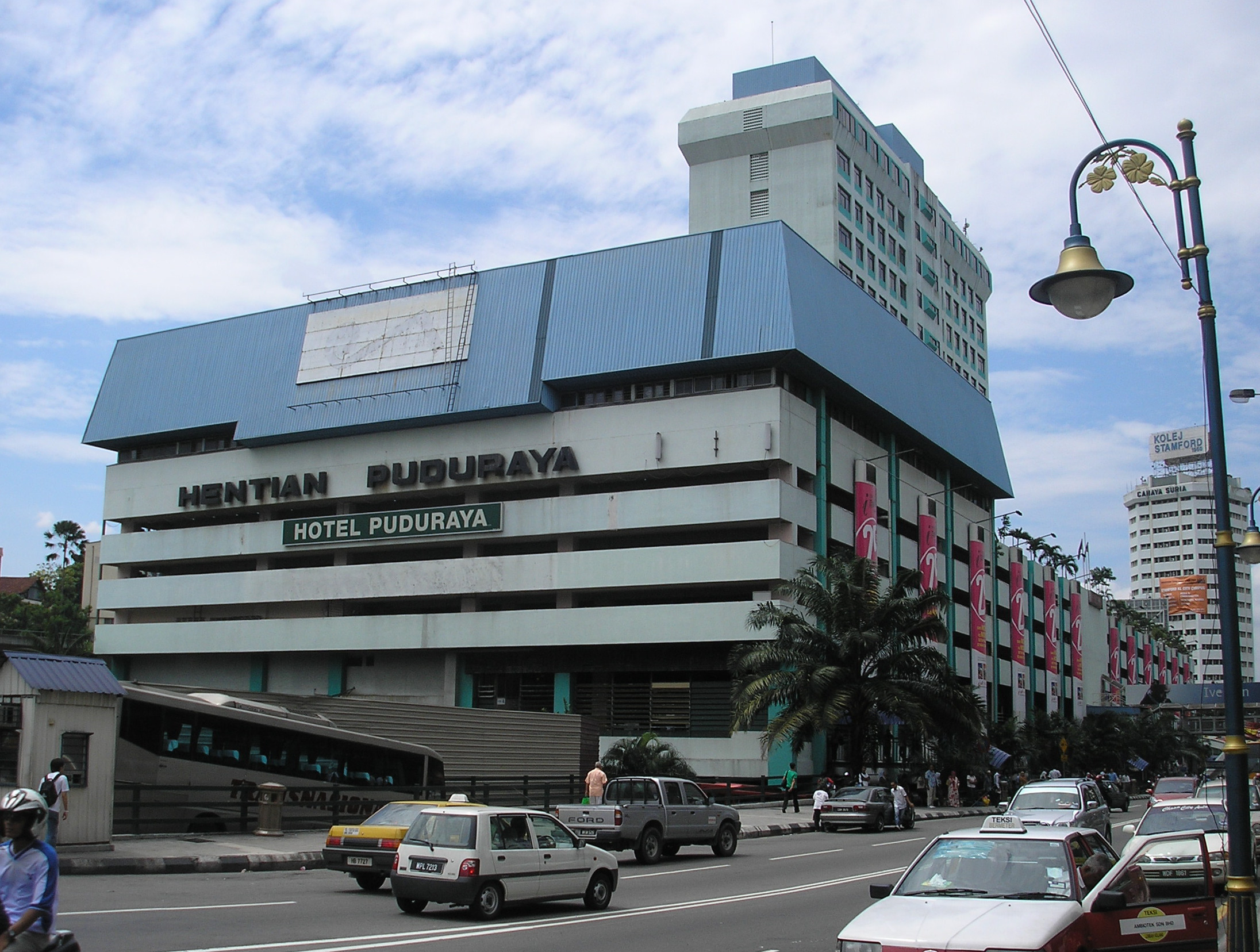
整修前的富都車站外觀
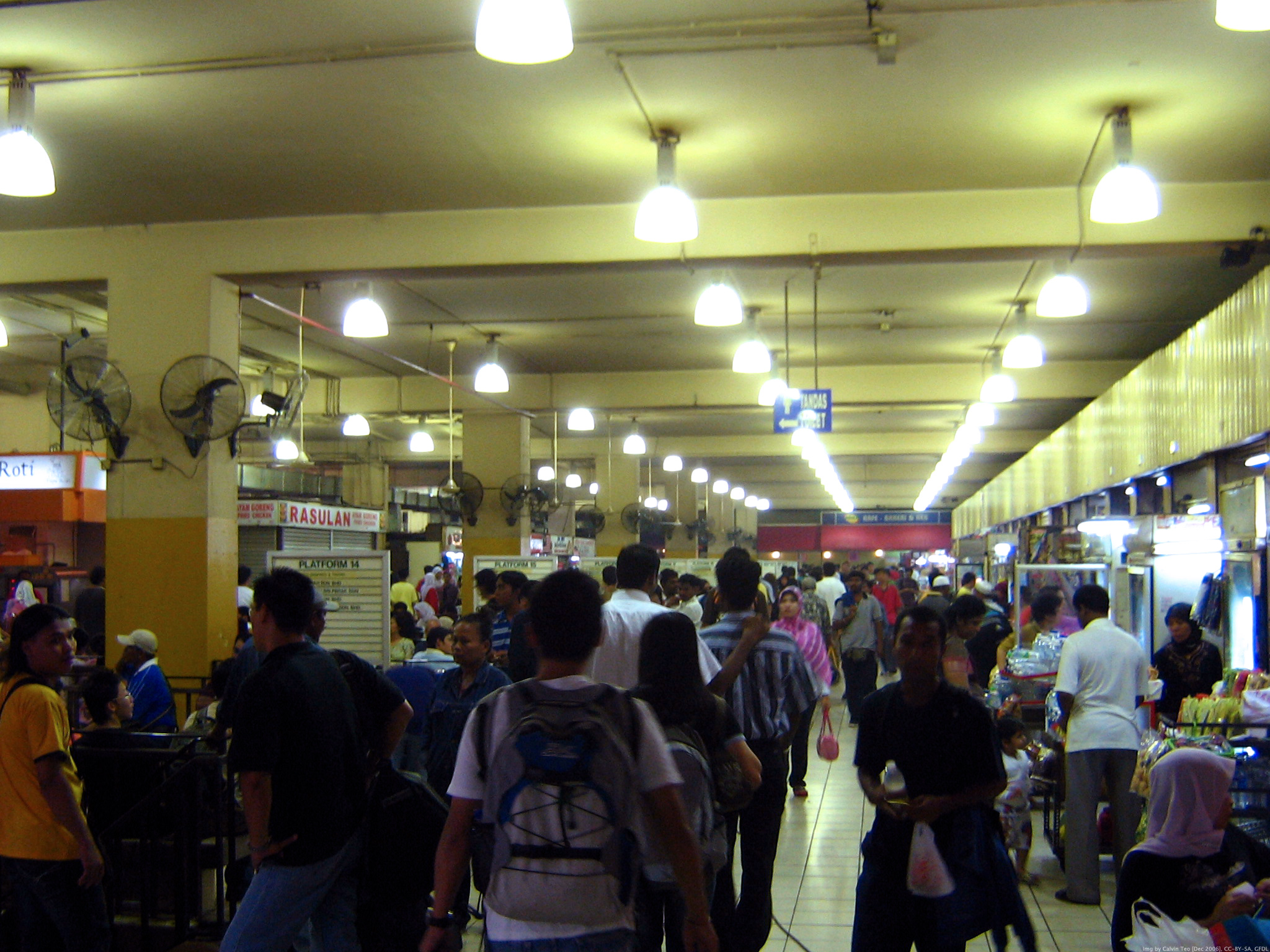
整修前的富都車站內部